# Hispasat
Hispasat S.A. є керуючою компанією з Іспанії для групи супутників зв'язку, які охоплюють Північну та Південну Америку, Європу та Північну Африку з позицій геостаціонарної орбіти 30° і 61° західної довготи.
Створена в 1989 році, діяльність включає в себе надання послуг зв'язку в комерційному і державному секторах (корпоративні мережі, сучасні телекомунікаційні послуги, телефонія, відеоконференцзв'язок і т. д.). Флот компанії Hispasat супутників мовлення більше 1250 телевізійних каналів і радіостанцій на більш ніж 30 мільйонів будинків, а також надання послуг, таких як широкосмуговий доступ до мобільних телефонів та стаціонарні телефони.

## Супутники
Перший супутник Hispasat 1A запущений 11 вересня 1992 року на борту ракети Ariane 4 з Гвіанського космічного центру біля Куру у Французькій Гвіані. Він був введений на геостаціонарну орбіту в 30° з.д. на висоті 36000 км, це розташування всіх їхніх подальших супутників, які обслуговують Іспанію та Європу.
Супутники Amazonas (61° з.д.) були введено в 2004 році з запуском Амазонас 1, який обслуговує американський ринок (в основному Латинську Америку). Amazonas 2 був запущений 1 жовтня 2009 року і 3 Амазонас 7 лютого 2013 заміна Amazonas 1, який був переміщений в нове положення на 36 ° на захід у вересні 2013 року Amazonas 4A був запущений 22 березня 2014 г. Цей флот супутників був доповнен Амазонас 4В 2015 року. П'яте покоління серії, Амазонас 5, планується до запуску в 2017 році.

## Корпоративна структура
Hispasat Group утворено Hispasat SA, її дочірніх компаній Hispasat Canarias, Hispamar Satellites (спільне підприємство з бразильської телефонного оператора Oi), Hispasat Brazil і асоційовані компанії Hisdesat Strategic Services та Galileo Systems and Services.
Коло акціонерів Hispasat демонструє стратегічний характер компанії як для уряду і іспанського ринку телекомунікацій. У 2012 році до акціонерів HISPASAT входили представники іспанського державного сектора, Державний промисловий холдинг (Sepi) з 7,41%, а також Центру з розвитку промислових технологій (CDTI) з 1,85%, і Eutelsat з 33,6% і Abertis, група, яка спеціалізується на управлінні інфраструктурою і телекомунікаційних послуг, в с 40,6%. [2]
З 21 лютого 2012 року в пресі повідомили, що Telefónica буде продавати свої акції Abertis в Hispasat, [3] і іспанський уряд дозволив продаж в грудні 2012 року.
Abertis купив 16.42% Hispasat у іспанського міністерства оборони 25 липня 2013 року, піднявши свою частку в компанії до 57,05% - з французької Eutelsat холдинг 33,69%, Іспанської Sepi 7,41% і Centre for the Development of Industrial Technology 1,85%.
| Акціонер | Відсоток | Акціонер | Відсоток |
| -------- | -------- | -------- | -------- |
| Abertis  | 57.05 %  |          |          |
| Eutelsat | 33.69 %  |          |          |
| Eutelsat | 33.69 %  |          |          |
| Держава  | 9.26 %   | SEPI     | 7.41 %   |
| Держава  | 9.26 %   | CDTI     | 1.85 %   |